# God's Plan
«God’s Plan» (en español: Plan de Dios) es el primer sencillo del rapero canadiense Drake incluido en su quinto álbum de estudio Scorpion (2018). La canción fue publicada el 19 de enero de 2018 a través de la discográfica OVO Sound

## Antecedentes y composición
Tras el lanzamiento de su cuarto álbum de estudio Views (2016) y su sexto mixtape More Life (2017), Drake no lanzó ninguna música durante ocho meses hasta el EP Scary Hours el 19 de enero de 2018, luego de múltiples filtraciones, como "Pistols ". El «God’s Plan», sonó por primera vez el 1 de enero de 2018 en la fiesta de fin de año de Nueva York, y originalmente contó con el rapero estadounidense Trippie Redd. Redd había estado hablando sobre la colaboración desde octubre de 2017, pero finalmente fue eliminado de la canción en su lanzamiento final. La creación de la canción comenzó en septiembre de 2017 después de que Cardo envió a Drake el instrumental. La canción, originalmente titulada "Grace of God", fue elegida de una serie de ritmos enviados a Drake en septiembre. Drake aparentemente llamó a Cardo y dijo "Tenemos uno" antes de que la producción del disco comenzara por completo.
El "Plan de Dios" fue escrito por Aubrey Graham, Ronald LaTour, Daveon Jackson, Matthew Samuels y Noah Shebib y producido por Cardo, Yung Exclusive y Boi-1da. El instrumental original para el "Plan de Dios" fue enviado a Drake en septiembre de 2017 por Cardo. Cardo creó el instrumental con Fruity Loops y algunos VST. La adición de Boi-1da a la canción se produjo cuando Drake le dio «God’s Plan» a medio terminar, Drake solicitó que la canción tuviera un "ambiente más alegre" y Boi-1da agregó más tambores a la producción. El sencillo fue lanzado digitalmente el 19 de enero de 2018, simultáneamente con Scary Hours, actuando como un sencillo de su EP mencionado anteriormente, y el sencillo principal de su quinto álbum de estudio, Scorpion (2018). Musicalmente, la canción ha sido descrita como una canción pop, pop-rap y trap compuesta en tiempo común (4/4 veces) con una duración de tres minutos y dieciocho segundos y escrita en la clave de mi menor con un tempo de 154,4 (o 77,2) latidos por minuto y una progresión de acordes común de Am7 – Bm7.

## Recibimiento comercial

«God’s Plan» se convirtió en la primera canción de Drake en debutar en el número 1 del Billboard Hot 100

En los Estados Unidos «God’s Plan» debutó en el número uno en el Billboard Hot 100 en la lista con fecha del 3 de febrero de 2018, convirtiéndose en la cuarta canción número uno del Drake Hot 100. Logró 82.4 millones de transmisiones y 127.000 descargas en el país, en la semana que terminó el 25 de enero. El "Plan de Dios" se mantuvo estable en el número uno por segunda semana en la lista, obteniendo 83.3 millones de transmisiones A finales de febrero, "God’s Plan" se convirtió en la segunda canción en la historia de los Hot 100 en lograr más de 100 millones de transmisiones semanales. El sencillo lideró el Hot 100 durante 11 semanas, convirtiéndose en la canción número 24 en la historia de la lista en hacerlo. Más tarde fue desbancado  el 21 de abril de 2018 por el mismo con 
«Nice for What». La canción también es la cuarta en haber pasado al menos sus primeras once semanas en la lista en el número uno, y la primera desde «One Sweet Day» en 1996. [23] "God’s Plan" finalmente pasó 26 semanas en los diez primeros y dejaron el gráfico después de 36 semanas. El sencillo iría a la cima de la lista Billboard Hot 100 Year - End. Se convirtió en la canción más transmitida de 2018 en los Estados Unidos, con 1.565.711.000 transmisiones bajo demanda (918,87 millones de audio y 647,84 video). También fue la segunda canción digital más vendida de 2018 con 1 056 000 copias vendidas, detrás de «Perfect» de Ed Sheeran.
En el Reino Unido, «God’s Plan» debutó en la parte superior de la lista de sencillos del Reino Unido el 26 de enero de 2018, para la semana que finaliza el 1 de febrero de 2018, después de parecer ser el primero en la lista de singles a mitad de semana. Drake había trazado de repente en lo que se esperaba que fuera una carrera cerrada entre Eminem y "River" de Ed Sheeran y "Barking" de Ramz. [28] [29] El "God’s Plan" había logrado 6,5 millones de transmisiones en su primera semana [30] y 54.000 ventas. [31] Hugh McIntyre de Forbes escribió que la canción "debutó sorprendentemente en el n. ° 1 al otro lado del charco, lo que demuestra que Drake es un artista con un poder incomparable". [32] En su segunda semana en la lista de singles del Reino Unido, el "Plan de Dios" logró 60,000 ventas con 50.000 provenientes de transmisiones, manteniendo su posición en el número uno. [33] El "Plan de Dios" se enfrentó a la competencia en su tercera semana ya que sus ventas disminuyeron un 7% con Rudimental «These Days» a solo 5.000 ventas por detrás. [34] A pesar de esto, «God’s Plan» pudo una vez más mantener su posición como número uno y fue certificado Plata por la BPI. [35] [36] «God’s Plan» se mantuvo en el número 1 durante nueve semanas consecutivas en el Reino Unido, siete de las cuales mantuvieron "These Days" de Rudimental en el número 2, hasta que quedó sujeto a la relación acelerada de gráficos (ACR). [37] El sencillo fue la segunda canción de mejor desempeño en las listas individuales británicas, acumulando 1,56 millones de unidades equivalentes. Fue la canción más transmitida del año, con 147 millones. [38]

## Vídeo musical
El vídeo musical del cantante se estrenó el 17 de febrero de 2018, en el, Drake se muestra en diferentes sitios de la ciudad donde va dando dinero a la gente más necesitada y comprando comida por los supermercados. El vídeo al 10 de enero de 2020 recibió un total de 1 086 000 visitas en la plataforma de YouTube.